# グナエウス・コルネリウス・ドラベッラ (紀元前159年の執政官)
グナエウス・コルネリウス・ドラベッラ（ラテン語: Gnaeus Cornelius Dolabella、生没年不詳）は
、紀元前2世紀中頃の共和政ローマの政務官。紀元前159年にコンスル（執政官）を務めた。

## 出自
パトリキ（貴族）である、コルネリウス氏族の出身。ドラベッラというコグノーメン（第三名、家族名）が確認できるのは、紀元前283年の執政官プブリウス・コルネリウス・ドラベッラが最初である。コグノーメンは、ラテン語の「dolabra」（斧）に由来すると思われる。
カピトリヌスのファスティによれば、ドラベッラの父も祖父も、プラエノーメン（第一名、個人名）はグナエウスである。父グナエウスは、紀元前208年から紀元前180年まで、レクス・サクロルム（Rex Sacrorum、祭儀監督官）を務めた。

## 経歴
紀元前165年、アエディリス・クルリス（上級按察官）に就任した。同僚にはセクストゥス・ユリウス・カエサルがいた。この年のメガレシア祭で、テレンティウスの『義母』が初演された。しかしながら大変に不評で、第一幕と第二幕の間に、多くの観客が劇場を出て綱渡りと剣闘士競技を見に行った。
紀元前162年、プラエトル（法務官）を務め、紀元前159年に執政官となった。同僚のプレプス（平民）執政官はマルクス・フルウィウス・ノビリオルであった。二人は賄賂禁止法（コルネリウス・フルウィウス法、Lex Cornelia Fulvia de ambitu）を制定している。

## 子孫
息子グナエウスは、ルキウス・アップレイウス・サトゥルニヌスの義兄弟と言われている。紀元前81年の執政官グナエウス・コルネリウス・ドラベッラは、孫である。

### 古代の資料
- カピトリヌスのファスティ
- ティトゥス・リウィウス『ローマ建国史』

### 研究書
- Ernst Badian : The Dolabella of the Republic. In: Papers of the British School at Rome . New Series, Vol. 20, 1965
- T. R. S. Broughton (1951). The Magistrates of the Roman Republic Vol.1. American Philological Association